# Magnus Ladulås
Magnus III – Magnus Birgersson/Magnus Ladulås – (1240 - 18 de desembre del 1290) fou Rei de Suècia del 1275 fins a la seva mort el 1290.

## Nom

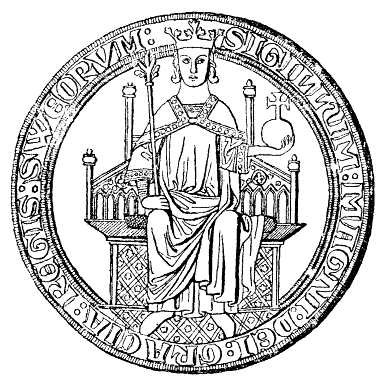
Segell del Rei Magnus

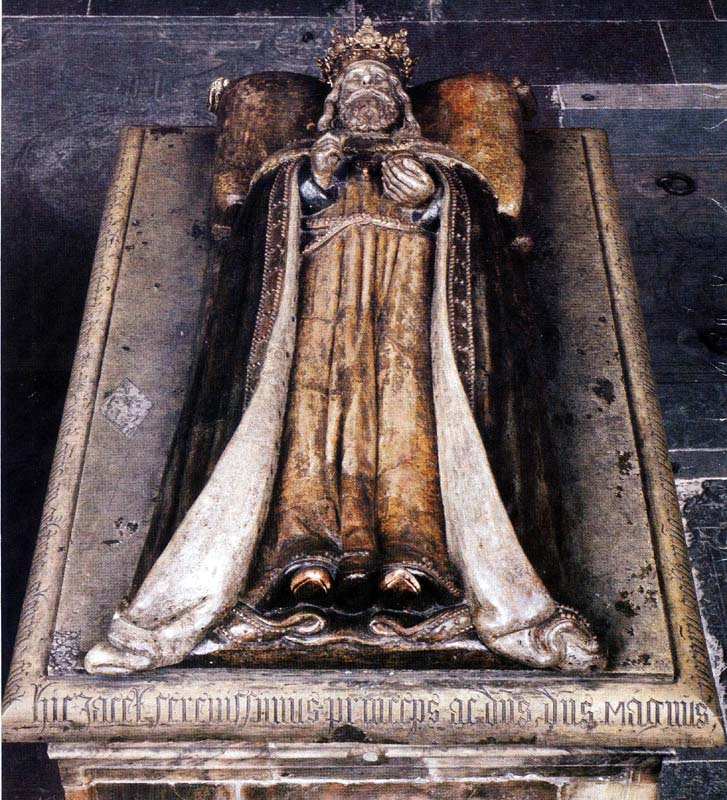
Tomba monumental del segle XVI sobre les seves criptes familiars a l'Església de Riddarholm

Fou el "primer Magnus" que governà Suècia, que no fou considerat un usurpador o un pretendent (però si que fou el tercer Magnus en proclamar-se rei de Suècia i que hi governà). Els historiadors contemporanis sovint adscriuen el seu epítet "Ladulås" - el tanca-panys- a un decret del 1279 o 1280 que alliberava a la petita noblesa del deure de proporcionar suport per als nobles i bisbes viatgers; una altra teoria és que és una corrupció de Ladislaus, que podria haver sigut el seu segon nom, considerant la seva ascendència eslava.
Referir-se a Magnus Ladulås com a Magnus I és una invenció generalment rebutjada pels historiadors suecs actuals. Els reis suecs Eric XIV (1560-68) i Carles IX (1604-1611) prengueren els seus numerals després d'estudiar una història de Suècia parcialment fictícia dissenyada com a propaganda durant el regnat dels seu pare, però que no afecta a la numeració de Magnus III.

## Joventut
Magnus, el naixement del qual mai ha estat confirmat en temps moderns, era probablement el segon fill de Birger Jarl (Birger Magnuson, 1200-66) i Ingeborg, germana del el rei sense fills Eric XI i filla del Rei Eric X. El seu pare va designar Magnus com a successor seu en poders del jarl, que prengué en endavant el títol de Duc de Suècia. El seu probable germà gran, Valdemar, havia esdevingut rei succeint al seu oncle matern el 1250.

## Accessió i matrimoni
El 1275 el Duc Magnus va començar una rebel·lió contra el seu germà amb ajuda danesa, i el deposà del tron. Magnus fou elegit rei a les Pedres de Mora. El 1276 Magnus Ladulås presumptament es casà per segon cop amb Eduvigis, filla de Gerard I de Holstein. Per via materna, Elisabet de Mecklenburg, Eduvigis era descendent de Cristina, filla putativa del rei Sverker II). Deu anys més tard (1286) es concedí una anul·lació papal del primer matrimoni de Magnus i una dispensa pel segon (necessària degut a la consanguinitat). Eduvigis més tard actuà com a regent, probablement en dos períodes (1290-1302 i 1320-1327).

## Regnat
El rei deposat Valdemar, amb l'ajuda danesa al seu torn, dirigí un intent per a recuperar províncies a Götaland, al sud del regne, i Magnus va haver de reconèixer-lo el 1277. Tanmateix, Magnus les recobrà cap al 1278 i va assumir el títol addicional rex Gothorum, Rei dels Gots, començant la tradició de "Rei dels Suecs i dels Gots".
El germà petit del Rei Magnus, Benedict, fins llavors ardiaca, va actuar com el seu Canceller del Regne (rikskansler), i el 1284 Magnus el premià amb el Ducat de Finlàndia.
Quan morí els seus fills encara eren menors. Magnus ordenà ordenar el seu parent Thurchetel, el Conestable de Suècia (marsk) com a tutor del seu hereu, el futur Rei Birger I, qui tenia uns deu anys a la mort del pare.
La primavera del 2011, arqueòlegs i osteòlegs de la Universitat d'Estocolm reberen el permís per a obrir una de les tombes a Riddarholmskyrkan per a estudiar les restes del que se suposava corresponien a les de Magnus Ladulås i alguns dels seus parents. La SVT retransmeté una presentació dels estudis preliminars, on es presentaren una sèrie de resultats; entre altres el seu tarannà malaltís. Les proves de carboni 14 dataren els ossos al segle xv, indicant les restes no podrien ser les d'aquell rei i la seva família. El desembre del 2011 els investigadors reberen el permís sol·licitat per a obrir el sarcòfag veí, el qual ha fins llavors s'assumia que contenien els ossos d'un rei més tardà, Carles VIII.

## Família
Del seu primer matrimoni anul·lat amb una dona desconeguda tingué a Eric Magnusson (c. 1275 - c. 1277).
Del seu segon matrimoni amb Eduvigis de Holstein:
- Ingiburga Magnusdotter de Suècia (nascuda c. 1279); casada amb el Rei de Dinamarca Eric VI.
- Birger I (nascut c. 1280)
- Eric Magnusson, Duc de Södermanland el 1302 i Halland etc. c. 1305, nascut c. 1282. Mort d'inanició el 1318 al Castell de Nyköping durant el seu empresonament pel seu germà Birger.
- Valdemar Magnusson, Duc de Finlàndia el 1302 i Öland 1310. Mort d'inanició el 1318 al Castell de Nyköping durant el seu empresonament pel seu germà, el Rei Birger.
- Rikissa Magnusdotter de Suècia (morta després del 1347), Abadessa del convent de Sankta Klara, Estocolm.